# هنري إتش. روس
هنري إتش. روس هو محامي وقاضي وسياسي أمريكي، ولد في 9 مايو 1790 في إيسيكس في الولايات المتحدة، وتوفي في 14 سبتمبر 1862 في مقاطعة إيسيكس في الولايات المتحدة. نشط حزبياً في حزب اليمين. وقد انتخب عضو مجلس النواب الأمريكي ‏.